# Pastor Maldonado

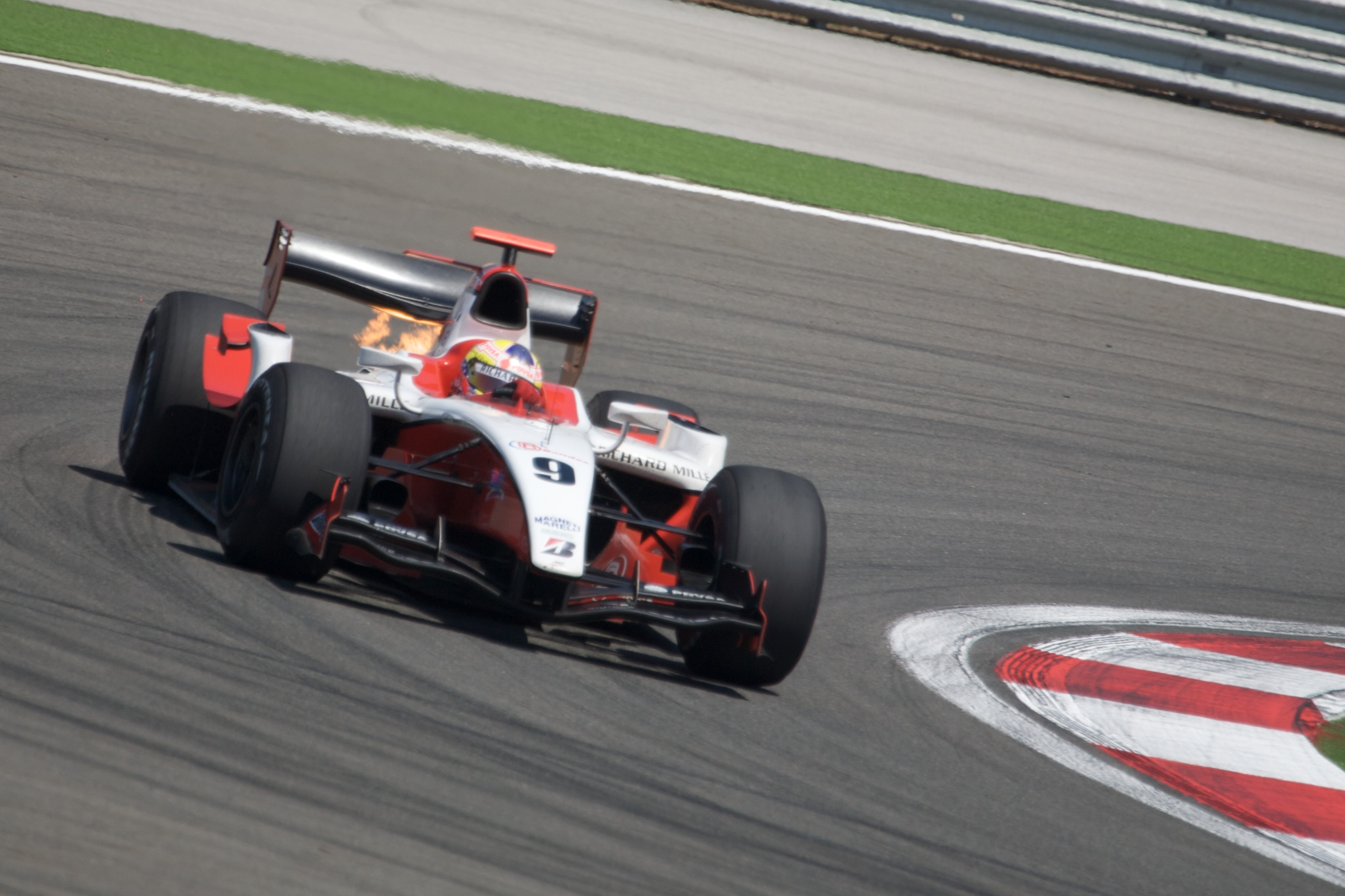
Pastor Maldonado i GP2 Series 2009.

Pastor Maldonado, född 9 mars 1985 i Maracay, är en venezuelansk racerförare.

## Racingkarriär
Maldonado vann Formula Renault 2.0 Italia 2004, vilket lade grunden till hans karriär. Han blev sedan trea i Formula Renault 3.5 Series 2006, en säsong under vilken han körde på en funktionär i Monte Carlo, vilket ledde till livstids avstängning från tävlande på banan. 
Efter att personligen bett den påkörde funktionären om ursäkt och visat stor ånger fick Maldonado tillbaka tävlingstillståndet på banan och vann senare GP2-loppet i Monte Carlo säsongen 2007. Säsongen 2008 slutade han femma i serien för Piquet Sport. Detta gav honom en förarplats i GP2-förarnas drömstall, ART Grand Prix, säsongen 2009, då han var en av favortierna till mästartiteln. Han slutade på en sjätteplats. Säsongen 2010 körde han för det italienska teamet Rapax och han vann också GP2 serien det året. 
Under säsongen 2011 kom han att göra debut i Formel 1 för stallet Williams där han körde bredvid brasilianaren Rubens Barrichello.
Maldonado tog sin första och enda seger i Formel 1 när han vann Spaniens Grand Prix 2012 från pole position. Detta var även hans enda pole position och pallplats i Formel 1 samt är ännu den senaste vinsten för stallet Williams.
Maldonado har sponsrats av det venezuelanska statsägda oljebolaget PDVSA, som 2012 bidrog med motsvarande cirka 300 miljoner svenska kronor.
Säsongerna 2014 och 2015 körde Maldonado för Lotus.

## F1-karriär
| Säsong                | Stall/Tillverkare     | Placering             | Lopp | Poäng | Etta | Tvåa | Trea | Pole | Varv |
| --------------------- | --------------------- | --------------------- | ---- | ----- | ---- | ---- | ---- | ---- | ---- |
| 2011                  | Williams-Cosworth     | 19                    | 19   | 1     | 0    | 0    | 0    | 0    | 0    |
| 2012                  | Williams-Renault      | 15                    | 20   | 45    | 1    | 0    | 0    | 1    | 0    |
| 2013                  | Williams-Renault      | 18                    | 19   | 1     | 0    | 0    | 0    | 0    | 0    |
| 2014                  | Lotus-Renault         | 16                    | 19   | 2     | 0    | 0    | 0    | 0    | 0    |
| 2015                  | Lotus-Mercedes        | 14                    | 19   | 27    | 0    | 0    | 0    | 0    | 0    |
| Sammanlagt 5 säsonger | Sammanlagt 5 säsonger | Sammanlagt 5 säsonger | 96   | 76    | 1    | 0    | 0    | 1    | 0    |

| 1. Spanien 2012 | 1. Spanien 2012 |  |

## Politik
Maldonado ser sig själv som socialist och menar att sport och politik går ihop. Han är en beundrare av Venezuelas president Hugo Chávez.